# Findochty
Findochty är en ort i Storbritannien.   Den ligger i kommunen Moray och riksdelen Skottland, i den norra delen av landet, 700 km norr om huvudstaden London. Findochty ligger 25 meter över havet och antalet invånare är 1 102.
Terrängen runt Findochty är huvudsakligen platt, men söderut är den kuperad. Havet är nära Findochty åt nordväst.Runt Findochty är det ganska glesbefolkat, med 39 invånare per kvadratkilometer. Närmaste större samhälle är Buckie, 4,4 km sydväst om Findochty. I omgivningarna runt Findochty växer i huvudsak blandskog.